# Meine Hoffnung und meine Freude
Meine Hoffnung und meine Freude ist ein von Jacques Berthier 1988 für die Communauté de Taizé komponiertes Kirchenlied, welches ursprünglich als El Senyor (katalanisch Der Herr) auf Katalanisch verfasst wurde. Im deutschsprachigen Raum ist vor allem die übersetzte Version bekannt.

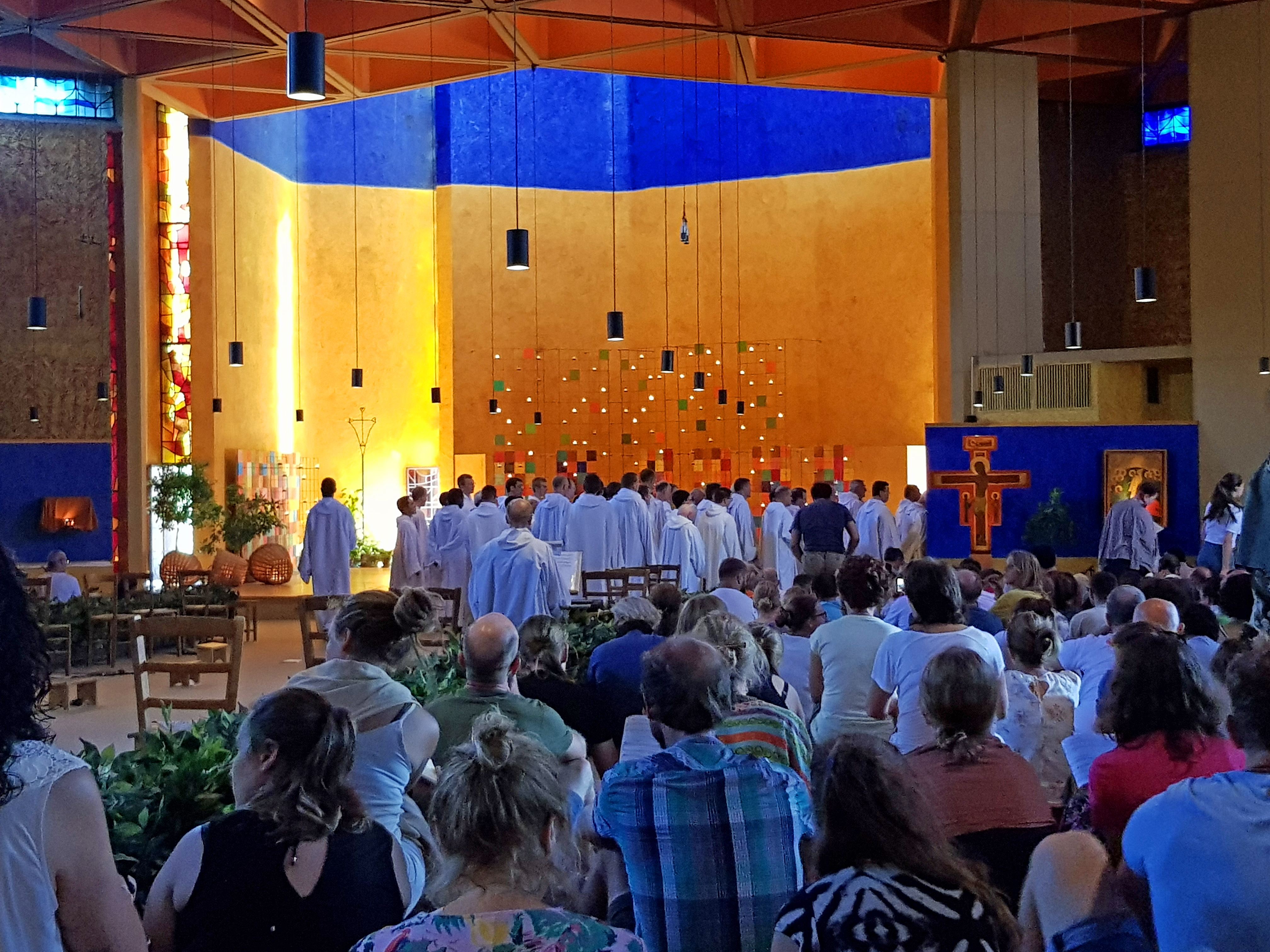
Das Lied wird oft in der Kirche der Versöhnung von Taizé gesungen

## Text
Auf Katalanisch:

El Senyor és la meva força,

el Senyor el meu cant.

Ell m’ha estat la salvació.

En Ell confio i no tinc por,

en Ell confio i no tinc por.
Auf Deutsch:

Meine Hoffnung und meine Freude,

meine Stärke, mein Licht:

Christus meine Zuversicht,

auf dich vertrau ich und fürcht mich nicht,

auf dich vertrau ich und fürcht mich nicht.
Auf Englisch:

In the Lord I’ll be ever thankful,

in the Lord I’ll rejoice!

Look to God, do not be afraid.

Lift up your voices, the Lord is near,

lift up your voices, the Lord is near.

## Form
Das Lied ist ein für die Gemeinschaft von Taizé charakteristischer, vierstimmiger Kurzgesang. Das Lied wird in meditativer Weise unverändert wiederholt gesungen und kann von Instrumenten oder Sologesängen unterstützt werden.
Das Lied ist in 14 Sprachen singbar. Es wurde – neben Deutsch und Katalanisch – in Englisch (In the Lord), Französisch (Ô ma joie), Tschechisch (Každý den Pán mi sílu dává), Kroatisch (Jer Gospodin je moja snaga), Italienisch (Il Signor), Ungarisch (Jézus életem), Polnisch (Pan jest mocą), Portugiesisch (O Senhor é a minha forca), Albanisch (Zoti esht’e gjithe forca ime), Slowakisch (Moja múdrosť), Tagalog (Sa Diyos magpapasalamt), Russisch und Ukrainisch übersetzt.

## Geschichte und Ausbreitung
Das Lied wurde anlässlich des Europäischen Jugendtreffens in Barcelona veröffentlicht. 80.000 Jugendliche nahmen am Treffen zum Jahreswechsel 2000/2001 teil. Seit der Veröffentlichung ist es durchgehend im Gesangbuch von Taizé enthalten, in der aktuellen Version unter Liednummer 17. Die Rechte liegen bei Ateliers et Presses de Taizé.
Der Text hat einen biblischen Ursprung und stammt aus Jes 12,2 :

„Siehe, Gott ist mein Heil; ich vertraue und erschrecke nicht. Denn meine Stärke und mein Lied ist Gott, der HERR. Er wurde mir zum Heil.“

El Senyor ist weit über die Gemeinschaft von Taizé international und auch in Deutschlands bekannt. Im deutschen Sprachraum ist es eines der am häufigsten gesungenen Taizé-Lieder, wobei meistens die deutsche Übersetzung genutzt wird. Das Lied hat auch Einzug in das neue Gotteslob gefunden und trägt dort im überdiözesanen Teil die Nummer 365. Im Evangelischen Gesangbuch ist es in verschiedenen Regionalausgaben enthalten: Österreich Nr. 641; Württemberg Nr. 576, Bayern/Thüringen/Mecklenburg Nr. 697. Auch in Freikirchen wird es gesungen; z. B. ist es die Nummer 341 im Mennonitischen Gesangbuch. Darüber hinaus ist es ein beliebtes Lied bei internationalen Taizé-Gebeten wie beispielsweise der Nacht der Lichter und in Gottesdiensten weltweit.
Das Lied erschien auf mehreren CDs und ist für die 1999 erschienene CD mit Taizé-Liedern namensgebend: „Auf Dich Vertrau Ich“ (5. Dezember 1999). Zudem ist das Lied publiziert auf „In the Lord (El Senyor)“ (15. November 1988, auf Englisch), „Bendecid al Señor!“ (10. Juni 2000, auf Katalanisch), „Taizé Instrumental 2“ (24. Mai 2005, instrumental), „Canti della preghiera a Taizé“ (2. Dezember 1998, auf Italienisch), „Liederen uit Taizé“ (14. Dezember 1997, auf Niederländisch), „Sjung lovsång alla länder“ (20. November 1996, auf Schwedisch) und „Songs Of Taizé – In God Alone“ (16. Juni 2008, auf Katalanisch).